# Gorgija
Gorgija, Gorgias, Gorgia, starogrški sofist, pre-sokratski filozof in retorik, * 485/480 pr. n. št., Leontini, Sicilija, † 375 pr. n. št., Grčija, 
Veliko ljudi ga ima za ustanovitelja sofistike, ki daje poudarek na uporabo retorike oziroma govorništva v političnem in mestnem življenju. Bil je izrazit retorik, ki mu je bilo bolj pomembno, kako je govoril, kot kaj je govoril. Ohranila so se štiri izmed njegovih del/govorov. Najbolj znano in pomembno med njimi je O naravi ali o nebivajočem. Prav v tem delu tudi loči bivajoče, mišljenje in besedo, s tem pa da besedi ogromno moč. Obenem pa se prav zaradi ločitve bivajočega in s tem tudi nedosegljive resnice od besede osredotoči na prepričevanje, ki temelji na verjetju ne pa teh resnicah. To mu je omogočilo, da je moč besede privedel do najvišjih meja. Poleg govorniškega vidika besede ga je zanimal tudi pesniški vidik.  

## Življenje
Gorgija je bil okoli leta 485 pr. n. št. rojen v grški koloniji Leontini na Siciliji. Njegov oče Harmantid je imel še najmanj enega sina in hči. Sprva se je ukvarjal s fiziko in prirodno filozofijo, kjer je sodeloval z Empedoklejem, ki je bil obenem tudi njegov učitelj. O njegovem življenju pred prihodom v Atene ni veliko znanega.  Tja je prišel šele leta 427 pr. n. št. kot politični ambasador, ki so ga poslali njegovi sodržavljani. Takrat je bil star že okoli šestdeset let. Ko je prišel v Grčijo prosit Atene za zaščito pred sosednjimi Sirakuzami, so njegovi govori poslušalce popolnoma prevzeli, kar mu je prineslo slavo in oboževanje in kasneje vodilo tudi v to, da se je tam naselil kot metojk. K temu je verjetno pripomoglo tudi to, da je tržil svoje govorniške tehnike in spretnosti. Zelo hitro je namreč dobil veliko učencev, ki so se hoteli od njega naučiti govorništva, saj so bili Grki nadvse zagreti za vse, kar se je tikalo besede, ker so vedeli, da ima le-ta ogromno moč v javnem življenju, posebno v politiki, v skupščini, pred sodiščem. 
Kot večina filozofov tedanjega časa je bil tudi on potujoči učitelj. Potoval je po Grčiji in kot učitelj nastopal s svojimi izjemnimi govorniškimi sposobnostmi. Za svoje učne ure oziroma nastope je zaračunaval znatne zneske. Njegovi govori in tekoč, ritmičen stil naj bi poslušalce kar hipnotizirali.  Kasneje je tudi ustanovil neke vrste šolo oziroma pouk za govorništvo, kjer je med drugim sprejemal razna vprašanja, s tem pa je tudi sam začel z umetnostjo improviziranega govora. Učencem je včasih omogočil, da sami predlagajo temo, kar naj bi dokazovalo, da ima znanje o vsem in da ima sposobnost govoriti o vseh temah. 
Med Gorgijevimi učenci naj bi bili tudi Izokrat, eden izmed najboljših in najvplivnejših govorcev njegovega časa, Kritija, ki je bil vodilni član špartanske oligargije v Atenah, Periklej in Alkibijad, ki sta bila pomembna atenska državnika, govornika in generala ter znani zgodovinar Tukidid. 
Gorgija je dosegel visoko starost, živel naj bi namreč več kot sto let. Umrl  je v Tesaliji, v mestu Larisa, leta 375 pr. n. št.. V življenju je zaslužil zajetne vsote denarja tako, da je pred smrtjo naročil izdelavo lastnega kipa iz čistega zlata. Ta zlati kip so Grki postavili v Apolonovem templju v Delfih. 

## Sofistika
Sofisti so bili prosvetitelji Grkov, poučevali so govorništvo v zameno za plačilo, ker je predstavljala veliko prednost v antični Grčiji, še posebej v šolstvu in politiki. Govorništvo je bilo namreč bolj kakor kadarkoli prej prisotno tudi na sodiščih in skupščinah. Obvladovanje govorništva je tako zagotavljalo uspeh. Glavna predstavnika sofistov sta bila Gorgija in Protagora. Bili so znani po tem, da so lahko šibke argumente predstavili kot močne. Bili so pomembne figure v Grčiji med 5. in 4. stol. pr. n. št.. Tehniko poučevanja, ki so jo sofisti imenovali besedo, logos, je šele kasneje njihov glavni nasprotnik in kritik Platon označil kot retoriko. Kljub temu Gorgija običajno povezujejo z razvojem retorike v Grčiji. 
Kljub poskusom filozofa Georga Hegla in zgodovinarja Georga Grota, da bi obnovila ugled Gorgije in ostalih sofistov, je bil njihov ugled bolj kot ne po zaslugi Platona, ki je pomemben vir njihovih pogledov, omadeževan vse v začetek 20. stoletja. V nedavnih letih pa so modernisti in poststrukturalisti našli v Gorgijevi filozofiji veliko vrednost. 
Sofistika ima še danes pejorativno oznako in pomeni namerno rabo prikritih zmot in paradoksov v argumentaciji. Sofist je nekdo, ki se poslužuje neveljavnih argumentov kot sredstva prepričevanja.

## Kritika
Tako Platon kot Aristotel sta kritizirala Gorgija, označevala sta ga kot sofista, katerega primaren namen je bil pridobivanje bogastva na račun znanja. Zato ga nista imela za pravega filozofa. Platon v svojem delu Gorgija, ločuje filozofijo od retorike in ga karakterizira kot govornika, ki zabava občinstvo s svojimi prepričljivimi besedami in ki verjame, da je znanje prave resnice nepotrebno, ko nekdo odkrije umetnost prepričevanja. Gorgija v dialogu tudi odvrne, da je retorika edino področje znanja, ki se ga moraš naučiti. Ostalo lahko prezreš in še vedno prekosiš profesionalce na njihovem področju. V njegovem delu je tako lik Gorgija prisiljen priznati, da se njegova umetnost bolj nanaša na mnenje kot pa znanje, in da se retorika ukvarja z jezikom in govorom, brez upoštevanja vsebine. Prikazan je kot človek v protislovnem odnosu do resnice, saj verjame, da dejanskega znanja ne potrebuješ, dokler ostalih ne prepričaš, da to znanje poseduješ. 
Obstaja veliko razlag zakaj je Platon preziral Gorgijo. Prva je zgolj filozofska, saj je Platon verjel, da govorništvo samo po sebi nima pedagoške vrednosti. Druga razlaga vsebuje tudi politično noto, saj sta imela Platon in Gorgija nasprotujoči si politični mnenji. 
Aristotel pa je Gorgiji zameril uporabo poetičnega jezika in prekomerno uporabo sestavljenih besed.

## Dela
Gorgiju pripisujemo štiri dela; Ἑλένης ἐγκώμιον (Enkomij Heleni), Επιτάφιος (Epithapos), Ὑπέρ Παλαμήδους ἀπολογία (Palamedov zagovor) in Περὶ τοῦ μὴ ὄντος ἢ Περὶ φύσεως (O naravi ali o nebivajočem). Delo O Naravi ali o nebivajočem je izgubljeno, vendar sta se ohranili dve parafrazi. Gorgijev stil je bil zelo poetičen. V besedilih je uporabljal veliko metafor in figur, imel pa je tudi značilen stil rimanja.

### Ἑλένης ἐγκώμιον (Enkomij Heleni)
Enkomij Heleni je dober primer slovesnega govora, saj v delu časti Heleno iz Troje in jo odreši obtožbe, ki je je bila deležna po pobegu iz Šparte. V delu je tudi opisoval moč logosa. Logos oziroma govorno prepričevanje predstavlja kot vplivno silo, ki je lahko podlo uporabljena, da prepriča ljudi v dejanja proti njihovim interesom. Lahko prevzame obliko poezije, božjih znamenj ali pa govora.

### Επιτάφιος (Epitapos)
Med 4. in 5. stoletjem pred našim štetjem so znani govorci imeli slavnostne govore na pogrebih padlih v vojnah. Gorgija v besedilu kritizira propagandno retoriko tistega časa. Delo predstavlja pomemben prispevek k zvrsti pogrebnega govora.

### Ὑπέρ Παλαμήδους ἀπολογία (Palamedov zagovor)
Tudi v tem delu je snov vzeta iz trojanske vojne. Ko Odisej obtoži Palamedeja izdaje, se ta brani z zagovorom. V tem govoru Gorgija eksperimentira, kako lahko s prepričljivimi argumenti povzroči dvom o prvotni resnici. Tako predstavi različne logične, etične in čustvene argumente. Na koncu dokaže, da obtoženi za svoja dejanja potrebuje dober motiv in vztraja, da Palamedej tega ni imel.

### Περὶ τοῦ μὴ ὄντος ἢ Περὶ φύσεως (O naravi ali o nebivajočem)
Originalen tekst je bil izgubljen, ostali sta le dve parafrazi. Prvo je ohranil filozof Sekst Empirik v delu Proti profesorjem, druga pa je bila ohranjena v anonimnem delu Περὶ Μελίσσου, Ξενοφάνους καὶ Γοργίου (O Melissu, Ksenofanu in Gorgiji). Vsako delo izključuje snov drugega, zato lahko sklepamo, da je obstajala posredna verzija besedila.
Subjekt dela je ontološki, saj se ukvarja z naravo bivanja, obenem pa tudi z jezikom in epistemologijo. Delo lahko videno tudi kot vaja za sofistično retoriko, saj se v njej Gorgija spopade z argumentom, ki ga navidezno ne moremo ovreči, saj moramo glede na svet okoli nas priti do zaključka, da stvari obstajajo. Ravno nasprotno pa z močnim argumentom dokazuje svoje govorniške sposobnosti. Razprava je večinoma videna kot ironično izpodbijanje Parmenidove teze o bivanju. Gorgija si je namreč zadal dokazati, da je enako lahko pokazati, da je bivajoče eno, nespremenljivo in brezčasno, kot je dokazati, da bivajoče ne obstaja. Ta razprava je vodila v to, da so Gorgija nekateri označili za ali ontološkega skeptika ali nihilista. 
V tem spisu Gorgija dokazuje tri trditve, in sicer;
- bivajoče ne obstaja, torej nič ne obstaja;
- četudi bi bivajoče obstajalo, ga ne bi mogli razumeti;
- četudi bi ga lahko razumei, tega ne bi mogli niti posredovati niti razložiti drugim.

Dokaz treh trditev ima namen popolnoma izključiti možnost, da bi objektivna resnica obstajala, da bi jo mogli doseči in izraziti. Za Gorgija resnica sploh ni obstajala, vse naj bi bilo lažno.  
Nič ne obstaja.
Gorgija je dokazoval to tako, da je nasprotujoča si pojmovanja glede bivajočega, ki so jih filozofi zagovarjali, postavljal enega proti drugemu, tako da se medsebojno izničujejo. S tem ko se med seboj izničujejo pa dokazujejo, da to bivajoče ni mogoče. Pri tem uporablja 'orožje eleatske logike', ki uniči vse nasprotnike eleatizma in ga obrne proti eleatizmu samem. 
Četudi bi bivajoče obstajalo, bi bilo nespoznavno.
V tej točki Gorgija zanika Parmenidovo tezo, da je vez med bivajočim in mišljenjem strukturno neločljiva. Trdil je, da je mišljenje vedno mišljenje bivajočega, zato bi lahko rekli, da sta misel in bivajoče isto. Misliti naj bi tako pomenilo podajati in sprejemati bivajoče in samo bivajoče naj bi bilo misljivo in izrazljivo. Proti temu načelu, da je mišljenje samo mišljenje bivajočega, Gorgija trdi, da obstajajo tudi mišljene stvari ali vsebine misli, ki niso resnične in zato tudi ne obstajajo. Drugi del Parmenidove teze pa je bil, da je nebivajoče nemisljivo in neizrazljivo. S tem ko Gorgija poruši prvo načelo, se z njim zruši tudi drugo, ki je le nasprotje prvega. Gorgija namreč dokaže, da je nebivajoče mogoče misliti, saj lahko tudi mi mislimo mnoge stvari, ki ne obstajajo. S tem Gorgija tudi temeljito loči bivajoče in mišljenje. 
Četudi bi bilo bivajoče mišljivo, bi ostalo neizrazljivo.
To dokaže s tem, da stvari niso besede in nikomur ne uspe misliti stvari, ki bi bila identična tisti, ki jo misli nekdo drug. Za primer poda, da vid ne pozna zvokov in sluh ne sliši barv, in kdor govori, ne govori barv, ne hrupa ampak besedo, logos. S tem Gorgija loči od bivajočega in mišljenja tudi besedo. 
To da iz Gorgijevega pogleda besedi le še večjo moč, saj postane neodvisna od bivajočega in razpoložljiva za vse. 
Tako odkrije vidik besede, ki jo naredi nosilko predlogov, prepričevanja in verjetja. Prav retorika oziroma govorništvo pa lahko izkoristi ta vidik besede in zato jo imenujemo umetnost prepričevanja. Gre namreč za prepričevanje, ki je vezano le na verjetje ne pa na neko resnico ali nekaj bivajočega. To poglobljeno poučevanje besede pa ga je naredilo občutljivega tudi na pesniški vidik besede. Kakor umetnost tudi retorika stremi k vzgibavanju občutkov. S tem pa retorika želi doseči nek praktičen cilj, medtem ko ima umetnost praktično brezinteresne cilje. To vzgibavanje občutkov, ki jih povzroči umetnost z uporabo besed, nima praktičnega cilja, in s tem dobi estetsko vrednosti.